# Embalse de Gaitanejo
El Embalse de Gaitanejo es un embalse situado en la provincia de Málaga, España, a poca distancia de los embalses Guadalhorce-Guadalteba, y a unos 200 metros antes de la entrada al Desfiladero de los Gaitanes.

## Historia y descripción
Construida por la Compañía Hidroeléctrica del Chorro entre 1924 y 1927 sobre el proyecto original de Rafael Benjumea de 1913, es una construcción de bóveda longitudinal de eje horizontal, que se apoya en las laderas del angosto cañón. Tiene 20 metros de altura útil y 34,50 metros de altura total desde los cimientos al cerramiento de la bóveda. En su época fue considerada a nivel internacional como una innovación técnica y de ingeniería.
Gaitanejo tiene una capacidad de 4 hm³ y recoge aguas de los ríos Turón, Guadalteba y Guadalhorce. La presa de Gaitanejo se ha acondicionado como una presa derivadora para la central eléctrica Nuevo Chorro, construida en la salida del Desfiladero de los Gaitanes.